# Universal-Lexikon der Gegenwart und Vergangenheit

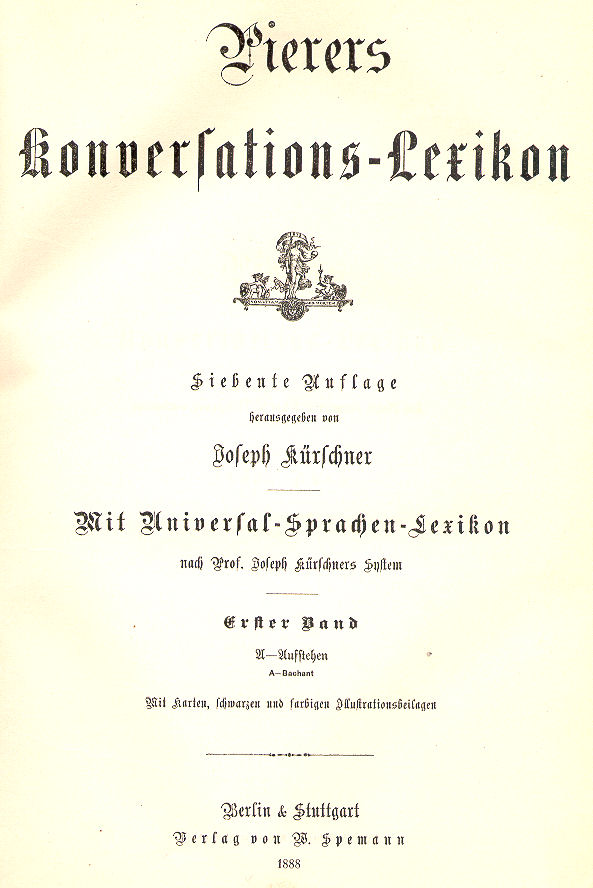

L'Universal-Lexikon der Gegenwart und Vergangenheit est une encyclopédie en allemand de Heinrich August Pierer (1794-1850). Elle est considérée comme « das erste voll ausgeformte moderne allgemeine Lexikon » (« la première encyclopédie générale moderne entièrement développée » ; Gurst 1976).

## Vue d'ensemble
L'Universal-Lexikon der Gegenwart und Vergangenheit est moins connu que les trois célèbres encyclopédies du XIXe siècle - Brockhaus, Meyers Konversations-Lexikon et Herders Conversations-Lexikon.
Elle a été publiée pour la première fois entre 1824 et 1836 en 26 volumes et a été poursuivie après la mort de Pierer par Julius Löbe ; plus de 220 personnes ont participé à la préparation de la deuxième édition, et même plus de 300 dans les éditions ultérieures.
Pierer a publié plusieurs nouvelles éditions mises à jour à intervalles rapprochés : 1840-1846 (2e édition en 34 volumes ; un total d'environ 17 000 pages), 1849-1852 (3e édition en 17 volumes). Löbe initie une révision fondamentale, qui paraît en 1857-1865 (4e édition en 19 volumes). Une autre a suivi en 1867-1873 (5e édition) ; Löbe n'a plus participé à l'édition suivante de 1875-1880 (6e édition en 18 volumes, publiée par Adam Spaarmann, Oberhausen et Leipzig, puis par l'Institut littéraire Baruch, Cologne, et enfin par la maison d'édition J. W. Spemann, Stuttgart). La 7e édition (en 12 volumes) a été éditée par Joseph Kürschner et présente les traductions (du terme uniquement) en 12 langues pour chaque mot-clé.
Six volumes supplémentaires ont été publiés pour la première fois comme suppléments et pour la mise à jour en 1841-1847, six autres volumes supplémentaires en 1850-1854, ainsi qu'un volume des Neuesten Ergänzungen en 1855 et trois volumes comme Jahrbücher en 1865-1873. De plus, un volume d'illustrations de 2 500 illustrations sur 67 plaques lithographiques a été publié en 1848.